# Paint by numbers
Paint by numbers is een single van Al Stewart. Het was de tweede single afkomstig van zijn album 24 Carrots. Het werd nergens een hit, In Europa was het met hitsingles van Stewart al vrij snel gedaan. In de Verenigde Staten was de vorige Midnight rocks de laatste die de hitparade haalde.
Paint by numbers voert terug op een manier van schilderen, waarbij de kleuren verf vooraf op het “doek” gecodeerd en afgedrukt zijn ("Schilderen op nummer"). De vriendin van Stewart herinnert hem alleen nog zoals zij hem hoopte zien, terwijl ze de werkelijkheid miste.